# David Robertson (Baseballspieler)
David Alan Robertson (* 9. April 1985 in Birmingham, Alabama) ist ein US-amerikanischer Baseballspieler in der Major League Baseball (MLB). 2021 nahm er an Olympischen Sommerspielen in Tokio teil, wo er die Silbermedaille gewann.

## Karriere
Robertson spielte ab 2005 im College-Team der University of Alabama. Im MLB Draft 2006 wurde er von den New York Yankees in der 17. Runde gewählt. 2007 pitchte er im Farmsystem der Yankees in den Minor League. Am 28. Juni 2008 wurde er in die Major League berufen. Mit einem ERA von 6.31 wurde er am 28. August 2008 wieder zum Triple-A-Team Scranton/Wilkes-Barre Yankees zurückgeschickt. Am 13. September 2008 kehrte er zu den Yankees zurück. Die Saison 2009 begann Robertson wieder in Scranton/Wilkes-Barre. Nach einer Verletzung von Xavier Nady wurde er am 16. April 2009 wieder zu den Yankees gerufen, nur um am nächsten Tag wieder zum Triple-A-Team zurückzukehren, um Platz für Juan Miranda im Roster der Yankees zu machen. Am 25. Mai 2009 kehrte er wieder zu den Yankees zurück, um Relief Pitcher Brian Bruney zu ersetzen. In den Play-offs trug er wesentlich zum Erfolg der Yankees bei: In einem Spiel in der ALDS und einem weiteren Spiel in der ALCS wurde er eingewechselt, als mehrere Runner des gegnerischen Teams auf Base waren. In beiden Fällen konnte er das Inning beenden, ohne einen Run zuzulassen.
In der Saison 2010 kommt Robertson erneut als Relief Pitcher in späteren Innings zum Einsatz.

## Privatleben
Sein Bruder, Connor Robertson, spielte früher für die Oakland Athletics und die  Arizona Diamondbacks. Seit Januar 2009 ist er mit Erin Cronin verheiratet.